# Movimento Autonomista Regionale Lombardo
Movimento Autonomista Regionale Lombardo (lombardsky: Moviment Autonomista Regional Lombard, česky: Lombardské regionální autonomistické hnutí) byla lombardská politická strana pro subsidiaritu a autonomii pro Lombardii, kterou v první polovině 50. let 20. století založil Guido Calderoli z Bergama a která zanikla na počátku 60. let.
Byla jednou z prvních regionálních stran v Lombardii a Itálii a jako první jako symbol používala sochy Alberta da Giussana. Guido Calderoli, vnuk Roberta Calderoliho, je politikem Ligy severu.

## Výsledky
V roce 1958 v italských volbách koalice Movimento Autonomista Regionale Padano dostala 70 589 hlasů (0,24 %).